# Скорпіон (сузір'я)

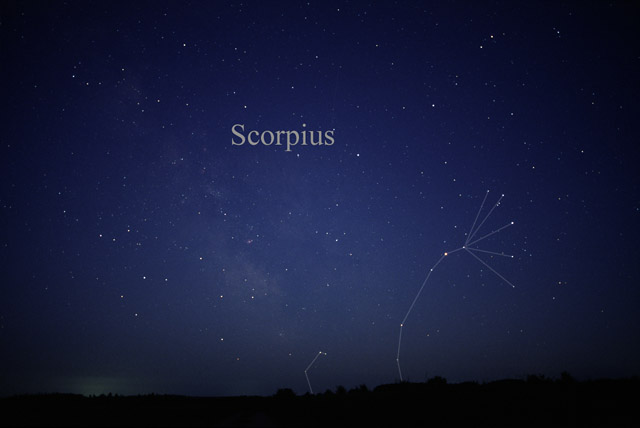
Скорпіон неозброєним оком.

Сузір'я Скорпіона із «Дзеркала Уранії», набору тематичних карток опублікованого у Лондоні, бл. 1825 року.

Скорпіо́н (лат. Scorpius) — зодіакальне сузір'я південної півкулі неба. Сонце входить у сузір'я Скорпіона — 22 листопада, але 30 листопада залишає його (з усіх зодіакальних сузір'їв у Скорпіоні Сонце перебуває найменше часу), переходячи у сузір'я Змієносця. Найкращі умови для спостережень сузір'я Скорпіона у червні — липні.

## Історія
Стародавнє сузір'я. Включене до каталогу зоряного неба Альмагест, укладеного Клавдієм Птолемеєм.

## Астеризми
Ланцюжок зір у сузір'ї Скорпіона часто виділяють як астеризм Хвіст (Жало) скорпіона. До нього включають різну кількість зір, зазвичай вважають, що він починається від Антареса (α). У такому випадку, астеризм складається з одинадцяти зір: α, τ, ε, μ, ζ, η, θ, ι, κ , λ і ν. Іноді до нього додають зорі δ і γ. В арабській традиції астеризм обмежено до чотирьох зір: ι, κ, λ і ν Скорпіона і він має назву Гіртаб (так само називається зоря κ Скорпіона, центральна в астеризмі).
Альтернативна сучасна назва — Рибальський гачок.
Пара близьких зір λ і υ на самому кінці Хвоста Скорпіона утворюють астеризм Котячі Очі.

## Зорі
Найяскравіша зоря — Антарес. У перекладі з грецької — суперник Ареса (Марса).
Це червоний надгігант, його діаметр у 700 разів більший за діаметр Сонця, а світність у 9000 разів більша сонячної.

## Об'єкти
Sco X-1 є найяскравішим (після Сонця) рентгенівським джерелом на небосхилі.
Сузір'я містить мікроквазар GRO J1655-40 — подвійну зорю, один з компонентів якої є кандидатом у чорну діру. Відстань до цієї системи близько 11000 світлових років. GRO J1655-40 та її супутник рухаються у напрямі Чумацького Шляху зі швидкістю 112 км/год, приблизно в напрямі Сонячної системи.